# Мореак
Мореак (фр. Moréac) — коммуна на северо-западе Франции, находится в регионе Бретань, департамент Морбиан, округ Понтиви, центр кантона Мореак. Расположена в 32 км к северу от Вана и в 102 км к западу от Ренна. Через территорию коммуны проходит национальная автомагистраль N24.
Население (2019) — 3 733 человека.

## Достопримечательности
- Церковь Святого Кира XVIII века
- Кальвария XVII века

## Экономика
Структура занятости населения:
- сельское хозяйство — 6,1 %
- промышленность — 39,1 %
- строительство — 4,9 %
- торговля, транспорт и сфера услуг — 38,5 %
- государственные и муниципальные службы — 11,4 %

Уровень безработицы (2018) — 6,2 % (Франция в целом —  13,4 %, департамент Морбиан — 12,1 %). 

Среднегодовой доход на 1 человека, евро (2018) — 21 040 (Франция в целом — 21 730, департамент Морбиан — 21 830).

## Демография
Динамика численности населения, чел.

## Администрация
Пост мэра Мореака с 2014 года занимает Паскаль Розелье (Pascal Roselier). На муниципальных выборах 2020 года возглавляемый им независимый блок был единственным.
| Период | Период | Фамилия           | Партия        | Примечания          |
| ------ | ------ | ----------------- | ------------- | ------------------- |
| 1965   | 1983   | Альфред Ле Бьяван |               |                     |
| 1983   | 1989   | Мишель Ле Уэзек   |               |                     |
| 1989   | 1995   | Яник Фонтен       |               |                     |
| 1995   | 2014   | Андре Алью        | Разные правые | банковский работник |
| 2014   |        | Паскаль Розелье   | Разные правые | заводчик            |

## Галерея

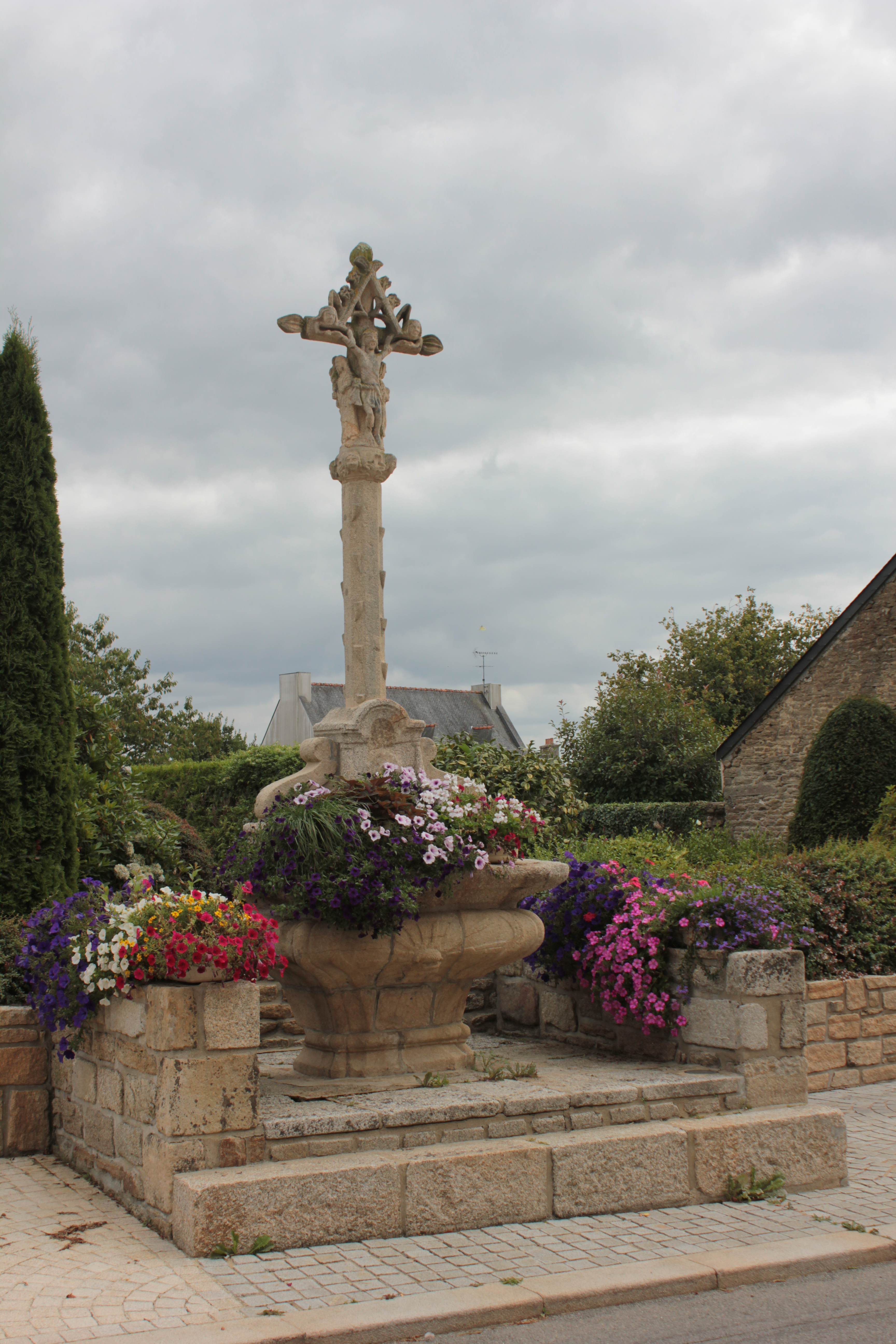
Кальвария